# Paksi ürgemező
Paksi ürgemező este o arie protejată (arie specială de conservare — SAC, sit de importanță comunitară — SCI) din Ungaria întinsă pe o suprafață de 352,14 ha, integral pe uscat.

## Localizare
Centrul sitului Paksi ürgemező este situat la coordonatele 46°37′10″N 18°48′50″E / 46.619444°N 18.813889°E.

## Înființare
Situl Paksi ürgemező a fost declarat sit de importanță comunitară în mai 2004 pentru a proteja 1 specie de plante și 3 specii de animale. Situl a fost protejat și ca arie specială de conservare în februarie 2010.

## Biodiversitate
Situată în ecoregiunea panonică, aria protejată conține 6 habitate naturale: Stepe panonice nisipoase, Pajiști aluvionare inundabile, de Cnidion dubii, Dune continentale panonice, Păduri aluvionare cu Alnus glutinosa și Fraxinus excelsior (Alno-Padion, Alnion incanae, Salicion albae), Pajiști cu Molinia pe soluri calcaroase, turboase sau argilos-nămoloase (Molinion caeruleae), Mlaștini alcaline.
La baza desemnării sitului se află mai multe specii protejate:
- plante (1): Apium repens
- mamifere (2): dihor de stepă (Mustela eversmanii), popândău (Spermophilus citellus)
- nevertebrate (1): fluturele purpuriu (Lycaena dispar)